# 力石舜久
力石 舜久（りきいし みつひさ、1994年10月17日 - ）は、山口放送（KRY)の元アナウンサーで、同局社員。2017年に山口放送（KRY）に入社。天秤座である。

## 概要・経歴
島根県松江市出身。島根大学教育学部附属中学校、島根県立松江北高等学校を経て、関西大学を卒業後、2017年に山口放送（KRY）に入社。
2020年3月に異動でアナウンス職を離れる。

## 人物
- 一人っ子である。
- 趣味は、一人旅（お城巡り）、スポーツ観戦（野球、サッカー、テニス、相撲）、地図帳を眺めること。学生時代は剣道、ボート[4]にうちこんでいた[5]。
- 2018年7月 KRY「海と日本PROJECT inやまぐち」推進大使に任命される

## 過去の担当番組
- 熱血テレビ  - リポーター
- KRYニュースライブ(月曜、「ライブスポーツ」担当)
- お昼はZENKAI ラヂオな時間 - 水曜日担当[6]
- Happy★Paradise(ラジオ、土曜12時～13時＝2019年4月6日～)
- KRYニュース